# El Verdeguer (Castellcir)

El Verdeguer, respecte del terme de Castellcir

El Verdeguer és una masia del terme municipal de Castellcir, al Moianès.
Està situada en el sector occidental del terme, al nord-oest del nucli principal del poble de Castellcir, al nord de la masia d'Esplugues, a ponent de la de masia de Sant Jeroni i al sud-oest de la Casa Nova del Verdeguer i de la Casa del Guarda. És en un serradet entre el Torrent Mal, que queda al nord-oest, i la riera de Fontscalents, amb el gual conegut com el Passant Ample al sud-est.
Des del Carrer de l'Amargura surt un carrer cap al nord que enllaça aquest nucli amb el de la Roureda, on enllaça al cap de 850 metres amb la pista que des de la carretera BV-1310 continua cap a Santa Coloma Sasserra. Continuant cap al nord per aquesta pista, en 650 metres s'arriba al lloc, just a ponent de la masia del Prat, d'on arrenca cap a ponent la pista rural que mena, fent algunes ziga-zagues, al Verdeguer en 2 quilòmetres i mig de pista rural en bon estat.
El Verdeguer ja consta des del 1408.